# نووالکسیوسکی (آدیغیه)
نووالکسیوسکی (به لاتین: Novoalexeyevsky) یک منطقهٔ مسکونی در روسیه است که در شهرستان کوشخابلسکی واقع شده‌است. نووالکسیوسکی ۳۲۵ نفر جمعیت دارد.